# Grande coupure
De grande coupure (Frans voor grote scheiding), eind-Eocene massa-extinctie, Eoceen-Oligoceen-massa-extinctie of de M21-event is een plotselinge verandering van de fauna van Europa rond 33,5 miljoen jaar geleden (Ma), op de overgang tussen de tijdperken Eoceen en Oligoceen. De verandering vond plaats door migratie van soorten uit Azië naar Europa, massaal uitsterven van endemische soorten en het verschijnen van nieuwe soorten door allopatrische speciatie in kleine, geïsoleerde populaties. In de Aziatische fauna vond tegelijkertijd een vergelijkbare verandering plaats, die Mongolian remodelling genoemd wordt.
De grande coupure werd voor het eerst zo genoemd door de Zwitserse paleontoloog Hans George Stehlin in 1910.

## Soorten
De endemische fauna uit het Eoceen van Europa maakte na de grande coupure plaats voor een fauna met Aziatische nieuwkomers.
Voor de grande coupure werd de Europese fauna gedomineerd door de onevenhoevige familie Palaeotheriidae (verre verwanten van het paard), de zes evenhoevige families Anoplotheriidae, Xiphodontidae, Choeropotamidae, Cebochoeridae, Dichobunidae en Amphimerycidae, de knaagdier-familie Pseudosciuridae, de primaten-families Omomyidae en Adapidae en de insectivore familie Nyctitheriidae.
Na de grande coupure kwamen in Europa onder andere neushoorns (Rhinocerotidae), drie families evenhoevigen (Entelodontidae, Anthracotheriidae en Gelocidae, verwant aan respectievelijk varkens, nijlpaarden en herkauwers), de knaagdier-families Eomyidae, Cricetidae (hamsters) en Castoridae (bevers) en de insectivore familie Erinaceidae (egels). De geslachten Palaeotherium en Anoplotherium en de families Xiphodontidae en Amphimerycidae stierven compleet uit.
Alleen de buideldier-familie Herpetotheriidae, de evenhoevige familie Cainotheriidae en de knaagdier-families Theridomyidae en Gliridae (slaapmuizen) zouden de grande coupure zonder verliezen overleven.

## Oorzaken
De meeste paleontologen nemen aan dat er geen eenduidige oorzaak voor de grande coupure bestaat. De spectaculairste hypotheses gaan uit van één of meerdere meteorietinslagen, die worden geassocieerd met inslagkraters in Siberië en de Chesapeake Bay-krater aan de oostkust van de V.S..
Een meer voor de hand liggende oorzaak is de grote klimaatsverandering tijdens de overgang tussen het Eoceen en Oligoceen. Men neemt aan dat de Circum-Antarctische zeestroming in die tijd ontstond, waardoor Antarctica als het ware thermisch geïsoleerd van de rest van de wereld kwam te liggen. Daardoor kon het klimaat op dat continent sterk afkoelen en groeide de ijskap op de zuidpool aan. Door het aangroeien van de ijskap daalde het wereldwijde zeeniveau, zodat ondiepe zeeën droogvielen. Eén zo'n zee was de Toergajzee ten oosten van de Oeral, die de Europese en Aziatische fauna's sinds het Krijt scheidde.
Het kan zijn dat door het ontstaan van landbruggen soorten uit Azië naar Europa konden migreren. Door competitie en predatie zullen de nieuwkomers de endemische soorten hebben verdrongen.
Naast klimaatverandering en het ontstaan van een landbrug is in het verleden wel voorgesteld dat een meteorietinslag de oorzaak was voor de massa-extinctie op de Eoceen-Oligoceen-overgang. Dit zou blijken uit de hoge concentratie iridium (een element dat in meteorieten in veel hogere concentraties voorkomt dan aan het aardoppervlak) in gesteentelagen van rond 34 Ma oud. Nadat duidelijk werd dat de massa-extinctie aan het einde van het Eoceen niet een plotselinge gebeurtenis was, maar plaatsvond over een langere periode, werd de inslag-hypothese aangepast. Men nam nu aan dat er niet één inslag, maar meerdere verspreid over een aantal tienduizend jaar waren geweest. Later werd de hypothese echter ontkracht, omdat nauwkeurige studie van diepzeekernen duidelijk maakte dat de inslagen ver voor de massa-extinctie plaatsvonden en er dus geen direct verband was. Wel kan het zijn dat de inslagen de afkoeling van het klimaat hebben versneld.